# F.L. Smidth & Co. familiefilm - Sommeren 1928
|  | Denne artikel er oprettet af botten Steenthbot ud fra en ekstern database. Den kan derfor have sproglige fejl eller mangler. Denne skabelon kan fjernes efter kontrol af indholdet. |

F.L. Smidth & Co. familiefilm - Sommeren 1928 er en dansk dokumentarisk optagelse fra 1928.

## Handling
Privat familiefilm af erhvervsfamilierne omkring F.L. Smidth & Co., grundlagt af ingeniørerne Frederik Læssøe Smidth (1850-1899), Alexander Foss (1858-1925) og Poul Larsen (1859-1935). Familierne kom også sammen privat. Her er de bl.a. i sommerhuset i Skeldal nær Salten Langsø i Midtjylland og ved "Høvildgård", Alexanders Foss' gods ved Silkeborg.

Følgende indholdsbeskrivelse stammer fra filmens originale dåse:

"Haven på Amalievej. Skeldal, der gåes på urtepotter. Skærbæk, mormor går over dæmningen. Kricket på legepladsen, der leges. Børn ved Skeldal bådehus. Carsten i bil og hans far. Himmelbjerget. Mormor med børnebørn. Høvild bådebro, børnene går på urtepotter. Einar med Jørgen og Sidney spiser pærer. Torkild i barnevogn med Jørgen på legepladsen. Skeldal."